# Copa Africana de Naciones Femenina 2020
La Copa Africana de Naciones Femenina de 2020 sería la 12.ª edición, (14.ª edición si se incluyen los torneos sin anfitriones), sería organizado por la CAF para los equipos nacionales femeninos de África. El torneo se iba llevar a cabo en República del Congo.
El 30 de junio de 2020, luego de una reunión virtual de la CAF en respuesta a la pandemia COVID-19, el torneo fue cancelado debido a "condiciones desafiantes" según la CAF. El torneo estaba programado para jugarse entre el 23 de noviembre y el 20 de diciembre de 2020, y originalmente se expandiría de 8 a 12 equipos. Nigeria era el campeón defensor.

## Patrocinio
En julio de 2016, Total obtuvo un paquete de patrocinio de ocho años de la CAF para apoyar 10 de sus principales competiciones.  Debido a este patrocinio, el Campeonato Femenino de la CAF 2020 se denominaba  
Copa Africana de Naciones Femenina Total 2020.

## Selección de anfitriones
La República del Congo fue nombrada anfitriona en septiembre de 2018. Se retiraron como anfitriones en julio de 2019.
La CAF no nombró anfitriones oficiales de reemplazo antes de la cancelación del torneo. Algunas fuentes mencionaron a Túnez como posibles anfitriones, pero no se dio ninguna confirmación oficial. Nigeria y Guinea Ecuatorial también estaban interesados en organizarla.

## Clasificación
Un total récord de 36 selecciones femeninas participaron en las rondas de clasificación. Sin embargo, todos los partidos de clasificación, originalmente programados para jugarse en abril y junio de 2020, se pospusieron hasta nuevo aviso debido a la pandemia de COVID-19, antes de que se cancelara el torneo.

## Transmisión
- Argelia: EPTV
- Angola: TPA
- Camerún: CRTV
- Namibia: NBC
- Sudáfrica: SABC